# Серо Ел Кондор
Серо Ел Кондор е стратовулкан и връх в Андите, на територията на Аржентина, провинция Катамарка, недалеч от границата с Чили.